# دهنو تل‌مرغ
دهنو تل‌مرغ، روستایی از توابع بخش مرکزی شهرستان کهگیلویه در استان کهگیلویه و بویراحمد ایران است.

## جمعیت
این روستا در دهستان دهدشت شرقی قرار دارد و براساس سرشماری مرکز آمار ایران، جمعیت آن 1152 نفر (193خانوار) بوده‌است.